# Brückeneinsturz in Morbi 2022

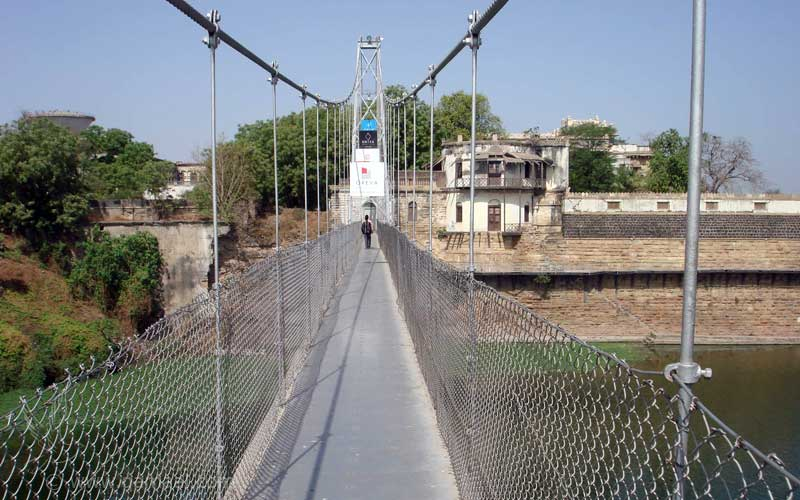
Die Brücke (2008)

Am 30. Oktober 2022 um 18:40 Uhr stürzte in Morbi im indischen Bundesstaat Gujarat die 1879 eingeweihte Hängebrücke (Gujarati ઝૂલતો પુલ, Julto Pool) über den Fluss Machchhu ein. Über 400 Menschen befanden sich zu dieser Zeit auf der Brücke, mindestens 135 Menschen starben. Dutzende Menschen wurden lebensgefährlich verletzt, einige werden noch vermisst. Die National Disaster Response Force (NDRF) begann sofort mit Rettungsaktionen, denen sich später die Armee, die Marine und die Luftwaffe anschlossen.

## Die Brücke
Die 230 Meter lange und 1,25 Meter breite Fußgängerbrücke wurde während der britischen Herrschaft in Indien gebaut und am 20. Februar 1879 eingeweiht. Sie diente als Verbindung der beiden  Fürstenpaläste Durbargadh Palace in Morbi im Westen und Nasser Bagh Palace in Vadodara im Osten. Bis zur Schließung bzw. dem Einsturz 2022 bildete sie die Hauptverbindung zwischen dem Hotel Darbargadh Palace und dem Lukhdhirji Engineering College. Die Brücke war vor dem Vorfall sechs Monate lang geschlossen und wurde nach der Renovierung am 26. Oktober anlässlich des Neujahrs (Diwali) in Gujarat nur vier Tage zuvor wiedereröffnet. Mit der Renovierung beauftragte die lokale Regierung der Bharatiya Janata Party die lokale Firma Oreva, die sonst Uhren produziert.

## Reaktionen
Die indische Präsidentin Draupadi Murmu äußerte sich besorgt, und Premierminister Narendra Modi wies an, Hilfe zu leisten und Geld für die Familien der Toten (200.000 Rupien, etwa 2.444 Euro) und Verletzten (50.000 Rupien, etwa 611 Euro) bereitzustellen.
Der Hauptbeamte der Gemeinde, der für die Reparaturen nach dem Erdbeben von 2001 verantwortlich war, sagte, dass die für die Renovierung verantwortliche Privatfirma die Brücke für Besucher geöffnet habe, ohne ihn vorher zu benachrichtigen. Deshalb habe er keine Sicherheitsprüfung der Brücke durchführen können.